# Wiadomości Dnia
Wiadomości Dnia – program informacyjny Telewizji Polskiej emitowany w czasach PRL, nadawany od 30 kwietnia 1956 do 31 grudnia 1957. Był pierwszym w historii polskiej telewizji programem informacyjnym. 
Od 4 września 1957 po Wiadomościach Dnia zaczęto prezentować prognozę pogody. 1 stycznia 1958 został zastąpiony przez Dziennik Telewizyjny, który był emitowany nieprzerwanie do 1989.